# Mladinsko taborišče
 Mladinsko taborišče (nemško Jugendkonzentrationslager, v času nacionalsocializma imenovana tudi Jugendschutzlager ali Jugendverwahrlager) je podvrsta koncentracijskega taborišča, kamor so v času nacionalsocializma zapirali uporniško mladino (npr. pripadnike swinga) in otroke.
Mladinska taborišča je upravljal glavni nemški urad za varnost, uradno pa so služila mladinskemu skrbstvu in protikriminalnim ukrepom. Pravna podlaga za nastanitev v taborišče pa je nudila odredbo za »preventiven boj proti zločinu«, ki je dovoljevala zapiranje »asocialnežev«, za ketere pa je nacionalsocializem lahko označil kogar koli, ki je zbujal njegovo pozornost. Mladino so zapirali na podlagi izvedenskega mnenja Dr. Dr. Roberta Ritterja in njegovega »rasnohigienskega raziskovalnega oddelka«, ki je določilo, da posamezniki nosijo »biološko kriminalne« značilnosti.
Mladino so zapirali v tri glavna mladinska taborišča:
- Moringen (pri Göttingenu) za fante (od 12 do 22 let)
- Uckermark (pri Berlinu) za deklice in mlade ženske
- Łódź za poljske in češke otroke in mladino. Po uničenju njihovih vasi so sem junija 1942 zaprli tudi otroke iz vasi Lidice na Češkem.

Mladinsko taborišče v Moringenu je bilo ustanovljeno kot prvo taborišče tega tipa junija 1940 na pobudo Reinharda Heydricha. Vanj so zaprli najmanj 1400 mladih, kjer so bili po selekciji razvršeni v različne bloke. Taborišče je bilo razpuščeno aprila 1945.
Taborišče Uckermark je bilo ustanovljeno junija 1942 v bližini ženskega koncentracijskega taborišča Ravensbrück, v njem pa je bilo zaprtih preko 1000 mladih žensk in deklic zaradi »seksualnih odstopanj« (promiskuiteta). Zaprtih je bilo tudi nekaj partizank. Junija 1944 so ustanovili sosednje taborišče Dallgow-Döberitz, kamor so premestili deklice, ki so se v Uckermarku izkazale. Januarja 1945 je bilo taborišče preurejeno v uničevalno taborišče.  
Taborišče Łódź je bilo ustanovljeno leta 1942, starost otrok v njem je bila 12-16 let. Januarja 1943 je bila meja spuščena na 8 let, malo kasneje pa so ustanovili še blok za zelo majhne otroke (2 leti). Poleg uporne mladine so bili tukaj zaprti še posebej otroci, katerih starši so bili zaprti v delovna taborišča. Łódź je bil osvobojen 18. Januarja 1945.
Za zatiranje uporniške mladine so nacisti ustanovili še druge zavode, delovna taborišča in mladinske zapore. Otroke in mladino, ki so jih preganjali iz rasističnih razlogov, so zaprli v koncentracijska in uničevalna taborišča skupaj z njihovimi starši in jih pobili v holokavstu.